# Pintje

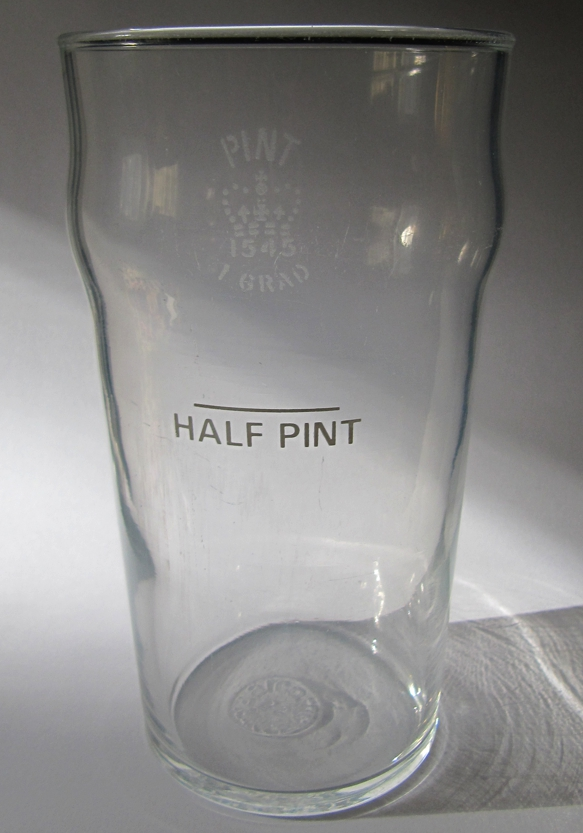
Een Engels half-pintglas, model Nonik. De inhoud komt ongeveer overeen met het Nederlandse pintje.

Een pintje is een term waarmee in een café of andere horecagelegenheid een glas pilsener van de tap wordt besteld. Vergelijkbare termen zijn biertje en pilsje.
Het bestelde glas pils heeft doorgaans een inhoud van 25 cl. Welke vorm het glas heeft doet niet ter zake. Strict genomen verwijst de term pint naar de gelijknamige Engelse inhoudsmaat van 56,8 cl. In Groot-Brittannië en veel andere Engelstalige landen wordt onder een pint dan ook een bierglas verstaan met deze inhoud (strijkmaat). Onder een half pint wordt een glas verstaan met een inhoud van 28,4 cl. Het Nederlandse begrip pintje komt daar qua inhoud redelijk dicht bij in de buurt. 

## Handgebaar
In luidruchtige cafés kan een pintje vaak simpelweg worden besteld door het opsteken van een vinger. In Nederland is dat de wijsvinger maar in Vlaanderen wordt hiervoor ook wel de pink gebruikt: pink en pint verschillen immers maar één letter van elkaar. Indien meer dan één pintje is gewenst dient overigens eerst het aantal vingers te worden opgestoken dat overeenkomt met het aantal gewenste glazen pils.

## Bierglas
Veel bierliefhebbers denken bij het begrip pint ook aan een bepaald model bierglas. Dit glas heeft een conische vorm met een kleine uitstulping vlak onder de bovenrand. Die uitstulping is bedoeld ter verbetering van de grip en ter verbetering van de stapelbaarheid. Het model staat ook bekend als Nonik of Nonic, een naam die verwijst naar de Amerikaanse Nonik Glassware Corporation (New York), die dit model in 1913 als eerste heeft geproduceerd. Dat gebeurde vermoedelijk in opdracht van Albert Pick & Co., een groothandel in horecabenodigdheden uit Chicago. Opmerkelijk genoeg is dit model glas in de Verenigde Staten aanvankelijk vooral voor frisdranken gebruikt. Na de Eerste Wereldoorlog vond het model glas ook in de Britse brouwindustrie en horeca ingang. Na de Tweede Wereldoorlog groeide het zelfs uit tot het meest verbreide model bierglas in de Britse horeca. Ook op het Europese continent (België, Frankrijk, Duitsland) waren er al tijdens het interbellum bierbrouwers die dit model glas voerden, al is het in deze landen nooit erg populair geworden. In Duitsland werd het model vanwege de vorm ook wel Wulstrandbecher genoemd.